# Synidotea hanumantharaoi
Synidotea hanumantharaoi là một loài chân đều trong họ Idoteidae. Loài này được Kumari & Shyamasundari miêu tả khoa học năm 1984.